# Governo de Defesa Nacional (França)
O Governo de Defesa Nacional foi o governo provisório formado por Jules Trochu em 04 de setembro de 1870 e dissolvido em 19 de fevereiro de 1871. Foi o governo fundador da Terceira República Francesa, sendo antecedido pelo Segundo Império Francês e sucedido pelo Gabinete Dufaure I.

## Contexto

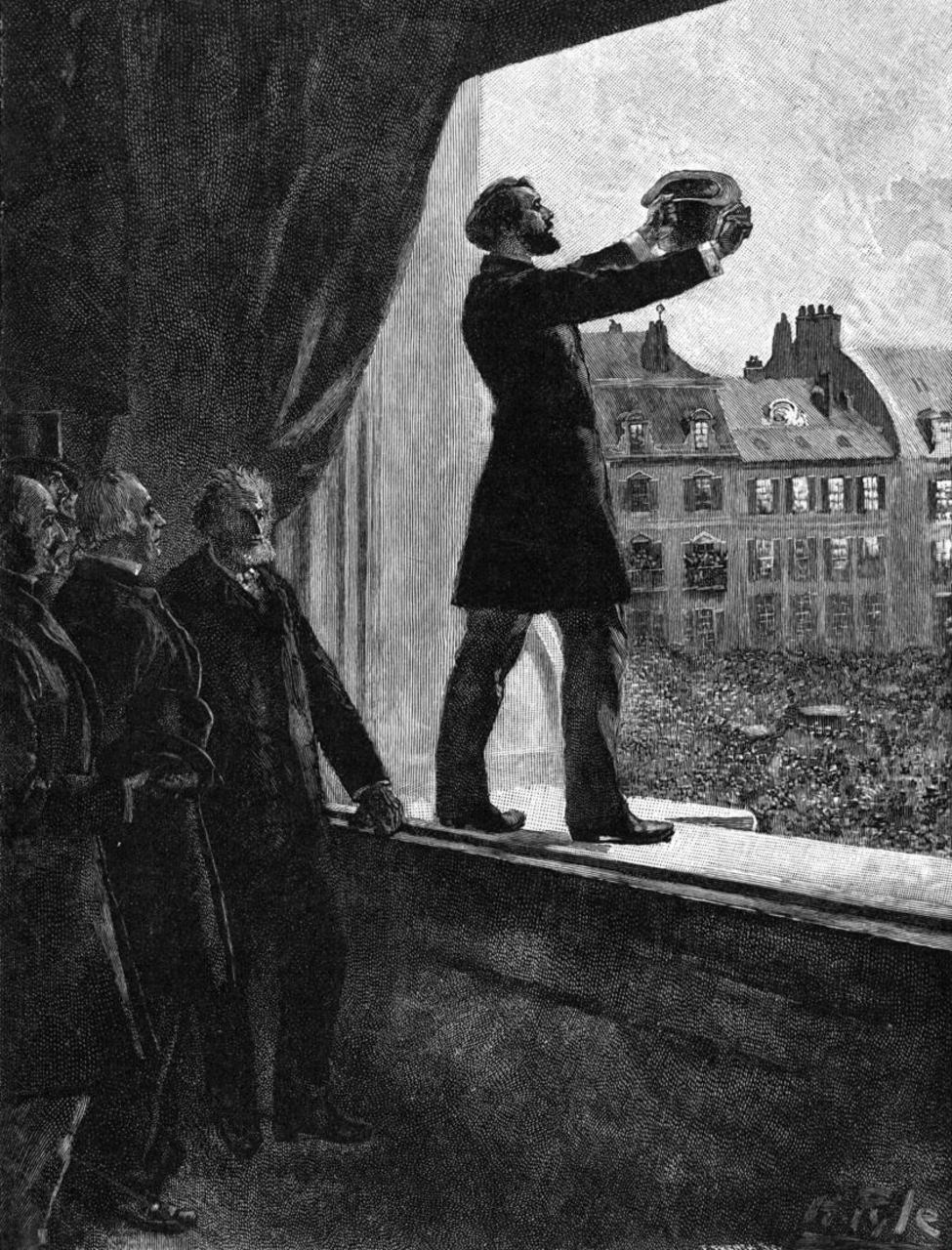
Léon Gambetta proclamando a República em Paris (ilustração de 1870)

Quando a notícia da queda do Imperador Napoleão III chegou a Paris em 3 de setembro de 1870, um grupo de republicanos liderados por Léon Gambetta, fiéis ao seu desejo de tomar o poder apenas democraticamente, através das urnas, queriam formar um governo de defesa nacional, tentando evitar uma revolução que desacreditasse o novo regime desde o início. No entanto, a situação mudou abruptamente no dia seguinte, quando uma multidão invadiu o Palácio Bourbon. Duas procissões dirigiram-se ao Hôtel de Ville, sede da prefeitura de Paris, onde Gambetta proclamou a República diante de uma multidão entusiasmada:
Cidadãos, dado que todo o tempo necessário foi dado à representação nacional para pronunciar a destituição; dado que somos e constituímos o poder regular resultante do sufrágio universal e livre, declaramos que Luís Napoleão Bonaparte e sua dinastia cessaram para sempre de reinar sobre a França.
Agindo dessa forma, os republicanos moderados se anteciparam a líderes de extrema-esquerda, que poderiam ter se aproveitado das circunstâncias para estabelecer um governo insurrecional e derrubar a ordem social. Para descartar a perspectiva de um governo revolucionário, Léon Gambetta apoiou a ideia de Jules Ferry de entregar o poder aos deputados de Paris, cuja recente eleição garantiria legitimidade aos olhos do povo. O general Jules Trochu concordou em se juntar ao governo como ministro da Guerra, com a condição de liderá-lo, dada a dramática situação militar após a Guerra Franco-Prussiana. Ele também exigiu que o governo garantisse a defesa da religião, da propriedade e da família em sua plataforma partidária.
Formou-se, assim, um "Governo de Defesa Nacional". Seus membros reuniram-se pela primeira vez no dia 4 de setembro, às 22h30, sob a presidência de Trochu. Todas as tendências políticas do centro e da esquerda estão representadas neste governo, com exceção dos bonapartistas: o Conselho de Ministros reunia homens que iam da extrema-esquerda ao orleanismo, passando pelos republicanos moderados e pelos republicanos intransigentes, como Gambetta.
Após um período de desgaste durante a ocupação prussiana e o fracasso de uma manifestação em Paris, Trochu e Gambetta renunciaram ao poder. A nova Assembleia Nacional Francesa, dominada por monarquistas e republicanos moderados, elegeu Adolphe Thiers como “Chefe do Poder Executivo”, pondo fim ao Governo de Defesa Nacional.

## Composição
- Presidente do Governo: Jules Trochu
- Vice-presidente do Governo: Jules Favre
- Ministro do Interior: Léon Gambetta (1870-1871); Emmanuel Arago (1871)
- Ministro da Guerra: Adolphe Le Flô
- Ministro das Obras Públicas: Pierre-Frédéric Dorian
- Ministro da Justiça: Adolphe Crémieux (1870); Emmanuel Arago (1870-1871); Adolphe Crémieux (1871)
- Ministro da Marinha e das Colônias: Martin Fourichon
- Ministro da Instrução Pública, Cultos e Belas Artes: Jules Simon (1870-1871); Eugène Pelletan (1871); Pierre-Frédéric Dorian (1871)
- Ministro da Agricultura e do Comércio: Pierre Magnin
- Ministro das Finanças: Ernest Picard
- Ministro Sem Pasta: Alexandre Glais-Bizoin
- Ministro Sem Pasta: Louis-Antoine Garnier-Pagés
- Ministro Sem Pasta: Eugène Pelletan (1870-1871)
- Ministro Sem Pasta: Henri Rochefort
- Secretário de Governo: Jules Ferry